# 글렌 스트레인지

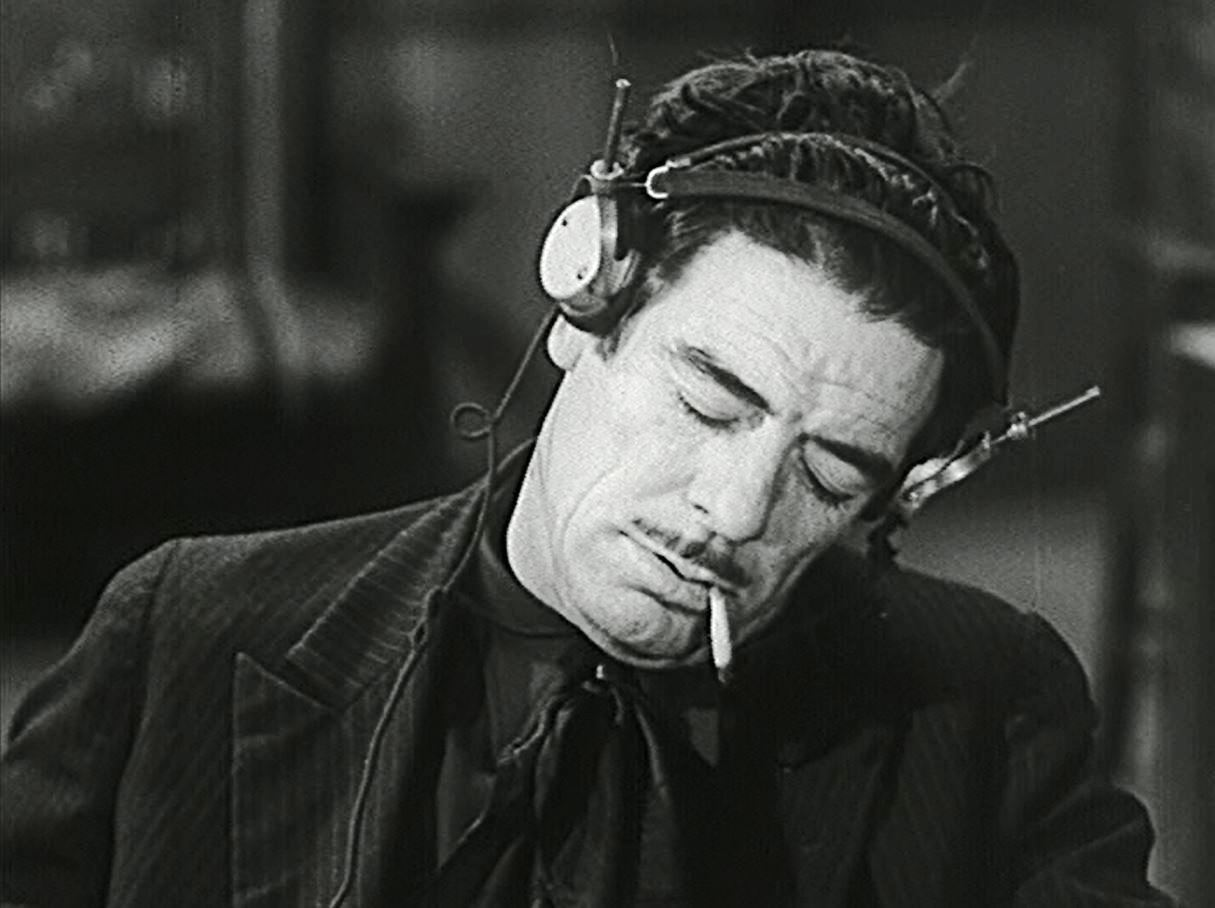

글렌 스트레인지(Glenn Strange, 1899년 8월 16일 ~ 1973년 9월 20일)는 미국의 배우, 가수, 텔레비전 배우, 영화배우이다.
오테로군 (뉴멕시코주)에서 태어났으며 로스앤젤레스에서 사망하였다. 사인은 폐암이다. 포리스트 론 메모리얼 파크에 매장되었다.

## 영화
- 헬 온 더 배틀그라운드 (1989년)
- 건 힐의 결투 (1959년)
- 감옥록 (1957년)
- 딜론 보안관 (1955년)
- 샤이안 (1955년)
- 캘러미티 제인 (1953년)
- 형제는 용감했다 (1953년)
- 론 레인저의 전설 (1952년)
- 러스티 맨 (1952년)
- 텍사스 카니발 (1951년)
- 전사의 용기 (1951년)
- 론 레인저 - 49년 시리즈 (1949년)
- 어 소던 양키 (1948년)
- 애보트와 코스텔로 2 (1948년)
- 붉은 강 (1948년)
- 잔인한 힘 (1947년)
- 초원의 바다 (1947년)
- 드라큐라의 집 (1945년)
- 니커보커 홀리데이 (1944년)
- 캔트 헬프 싱잉 (1944년)
- 프랑켄슈타인의 집 (1944년)
- 롤링 다운 더 그레이트 디바이드 (1942년)
- 매드 몬스터 (1942년)
- 미이라의 무덤 (1942년)
- 플레이메이트 (1941년)
- 돌아온 론 레인저 (1939년)